# Yui-shuku

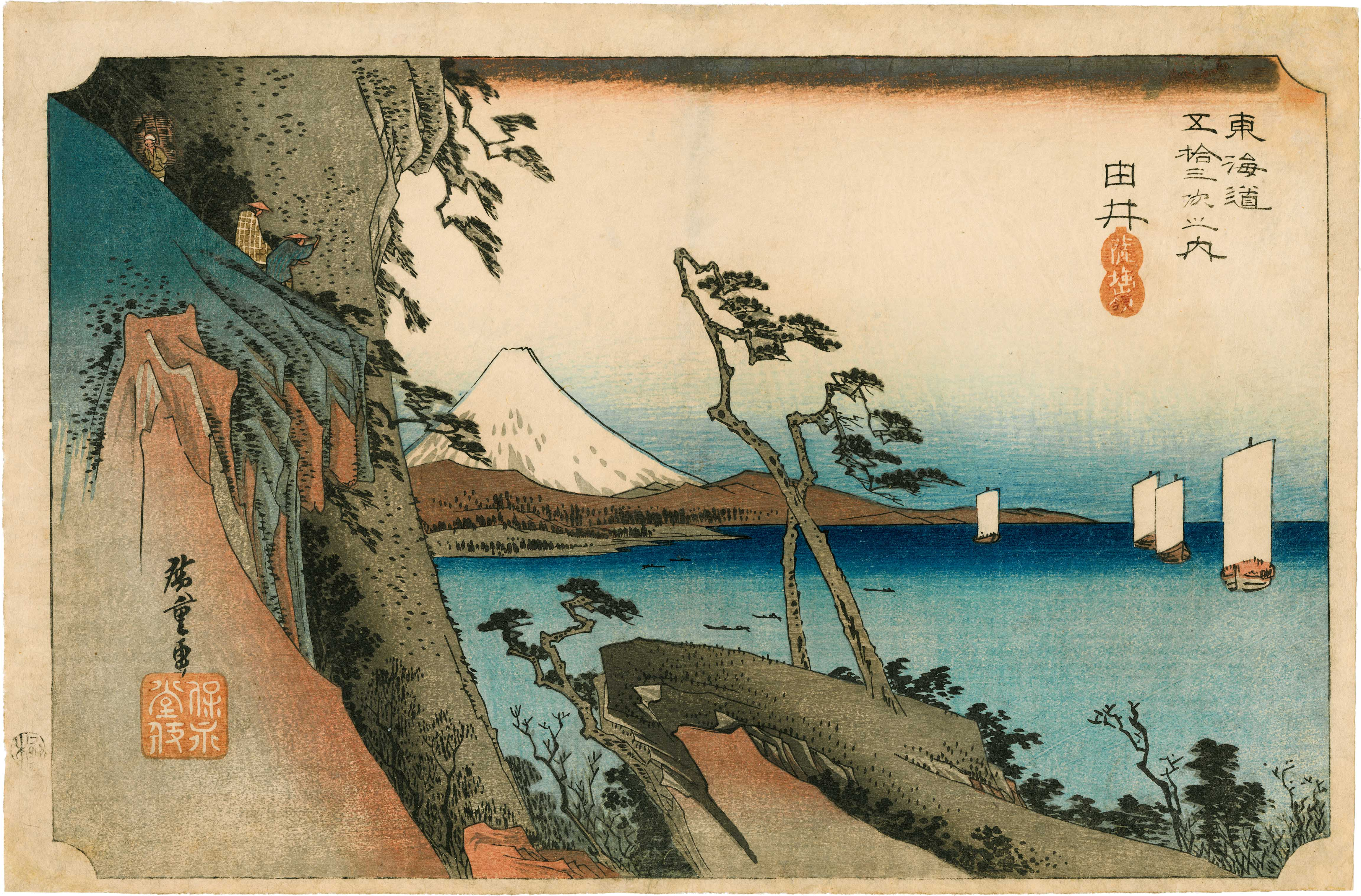
Yui-shuku dans les années 1830, estampe de Hiroshige de la série Les Cinquante-trois Stations du Tōkaidō.

Yui-shuku (由比宿, Yui-shuku) était la seizième des cinquante-trois stations du Tōkaidō. Elle est située dans l'arrondissement Shimizu-ku de Shizuoka, préfecture de Shizuoka au Japon. C'est une des quatre anciennes stations (shukuba) situées à Shimizu-ku.

## Divers
Au Tōkaidō Yui-shuku Omoshiro Shukubakan (musée local), les visiteurs découvrent certains aspects de la vie d'un shukuba de la période Edo, de la scolarisation des enfants au logement, du travail et de la vie en commun.
La zone est connue pour ses sakura ebi, espèce de petites crevettes.
La classique estampe ukiyoe d'Ando Hiroshige (édition Hoeido) de 1831-1834, ne montre pas du tout la station mais des voyageurs gravissant un col montagneux très raide.